# Renri Hishō
Le Renri Hishō (連理秘抄, « Traité secret sur les principes du Renga ») est un texte sur la poétique renga écrit par Nijō Yoshimoto vers 1349 qui a exercé une grande influence sur le développement du renga.

## Développement
Yoshimoto apprend la poésie waka de Ton'a et le renga de Gusai et Kyūsei. Alors qu'il a écrit plusieurs traités sur le waka, c'est pour le renga qu'il est le plus connu. À l'âge de trente ans, il est reconnu comme une autorité en la matière.
En 1345, Yoshimoto compose le Hekirenshō (僻連抄). Ce texte sert d'ébauche du Renri Hishō et durant les quatre années qui suivent, il le révise et l'édite peu à peu jusqu'à ce qu'il devienne le Renri Hishō. Les différences entre les deux textes sont infimes.
Il n'existe plus à présent qu'en un seul manuscrit du texte dans la collection « Inokuma Nobuo » (猪熊信男). C'est une copie du milieu de l'époque de Muromachi.

## Contenu
L'ouvrage commence avec une préface kanbun du prêtre Gen'e et se conclut avec une postface de Kyūsei. Le texte principal est distribué en deux parties principales : un discours d'ordre général sur le ranga, de son histoire à la façon de l'apprendre et aux règles de sa composition. Ces règles, plus communément connues sous le nom shikimoku (式目), servent de fondation aux traités de poétique renga ultérieurs tels que le Ōan Shinshiki (応安新式) de 1372.

## Sources
- (ja) Saizō Kidō, Imoto Nōichi, Iwanami Nihon Koten Bungaku Taikei : Renga Ronshū, Haironshū, Iwanami Shoten, 1961 (ISBN 978-4-00-060066-8)
- (en) Earl Roy Miner, The Princeton Companion to Classical Japanese Literature, Princeton, Princeton University Press, 1985, 2e éd., 570 p., poche (ISBN 978-0-691-00825-7, lire en ligne)
- Nihon Koten Bungaku Daijiten: Kan'yakuban. Tokyo, Iwanami Shoten. 1986.  (ISBN 4-00-080067-1).